# Pilot Point (Alaska)
Pilot Point és una població dels Estats Units a l'estat d'Alaska. Segons el cens del 2007 tenia 83 habitants.

## Demografia
Segons el cens del 2000, Pilot Point tenia 100 habitants, 29 habitatges, i 22 famílies La densitat de població era d'1,5 habitants/km².
Per edats la població es repartia de la següent manera: un 43% tenia menys de 18 anys, un 2% entre 18 i 24, un 32% entre 25 i 44, un 19% de 45 a 60 i un 4% 65 anys o més.
L'edat mediana era de 29 anys. Per cada 100 dones hi havia 78,6 homes. Per cada 100 dones de 18 o més anys hi havia 128 homes.
La renda mediana per habitatge era de 41.250 $ i la renda mediana per família de 36.250 $. Els homes tenien una renda mediana de 23.750 $ mentre que les dones 43.750 $. La renda per capita de la població era de 12.627 $. Aproximadament el 18,2% de les famílies i el 20,8% de la població estaven per davall del llindar de pobresa.

## Poblacions més properes
El següent diagrama mostra les poblacions més properes.